# New Zealand Olympic Committee
Das New Zealand Olympic Committee (NZOC) ist das Nationale Olympische Komitee in Neuseeland mit Sitz in Auckland.

## Geschichte
Im Jahr 1911 wurde das Komitee gegründet und acht Jahre später vom Internationalen Olympischen Komitee als Mitglied aufgenommen. Die erste Olympiateilnahme fand anlässlich der Olympischen Spiele 1920 in Antwerpen statt. Bei den Olympischen Winterspielen 1952 in Oslo gab Neuseeland sein Debüt bei Winterspielen. Präsidenten der jüngsten Vergangenheit waren Sir David Beattie, der von 1989 bis 2000 das Komitee anführte. Ihm folgte John Davies ins Amt, der dieses zwar formal bis 2003 bekleidete, bereits nach einem Jahr aber von Sir Eion Edgar vertreten wurde. Edgar löste Davies, der im Juli 2003 im Amt starb, dann auch offiziell ab und blieb bis 2009 im Amt, ehe dieses von Mike Stanley übernommen wurde.

## Auszeichnungen
NZOC vergibt verschiedene Auszeichnungen an Sportler, die sich um die olympische Bewegung verdient gemacht haben. Die höchste Auszeichnung ist hierbei der New Zealand Olympic Order, der 1991 eingeführt wurde und die bisherige Mitgliedschaft auf Lebenszeit ablöste. Daneben vergibt sie unter anderem die nach Leonard Cuff benannte Leonard A Cuff Medal und den sogenannten Lonsdale Cup, der seit 1961 jährlich an einen neuseeländischen Sportler oder eine neuseeländische Mannschaft vergeben wird.